# Sara Caballero
Sara Caballero Lechner (Mallorca, España; 25 de septiembre de 2003) es una modelo y actriz chilena-española. Ganadora Elite Model Look Chile 2022 y Top 10 en la final mundial.
Caballero es parte del ranking Hot List de la página models.com, donde también ha sido nombrada como Top Newcomer en las temporadas Primavera/Verano y Otoño/Invierno 2024 seleccionada por profesionales y creativos de la industria de la moda.
Actualmente está representada por las agencia Elite (Londres, Milán, París, Barcelona, Copenhague y Santiago de Chile), Múnich Models y The Society en Nueva York.

## Biografía
Sara es hija de madre chilena y padre argentino. Nació y vivió en Mallorca, España hasta los nueve años cuando se mudó a Chile junto a su madre. Estudió en el colegio Alianza Francesa de Vitacura donde tomó clases de teatro. Al graduarse comenzó a estudiar Ciencias Políticas en la Universidad Complutense de Madrid. Sin embargo, decidió pausar sus estudios para dedicarse a tiempo completo a su carrera de modelo.

## Carrera

### Actriz
En 2016 actuó en el cortometraje Papito bajo la dirección de Leo Mena y con guion de Hugo Castillo y Leo Mena, donde compartió créditos con Daniel González-Muniz, Valeria Donoso y Camilo Fernández Sandoval. El filme fue parte de una colaboración con la marca chilena de ropa MostWanted.
A los 12 años protagonizó la película Princesita junto a Marcelo Alonso y María Gracia Omegna, una coproducción de Chile, España y Argentina dirigida con Marialy Rivas. La película se estrenó el 8 de septiembre de 2017 en el Festival Internacional de Cine de Toronto. La película fue la ganadora del Gran Premio del Jurado en el Festival de Cine Raindance 2018, donde además Sara obtuvo el premio a Mejor Actuación.

### Modelo
Sara participó por primera vez en Elite Model Look Chile 2018 a la edad de 15 años, obteniendo el segundo lugar en la competencia. Desde ahí firmó con la agencia Elite Chile y comenzó a trabajar haciendo fotos y campañas para diseñadores y marcas del mercado local. En 2022, volvió a entrar al concurso Elite Model Look donde fue elegida para representar al país. Su desempeño en la final internacional le otorgó un lugar dentro del Top 10 femenino, además de asegurar un contrato con la agencia Elite Model Management.

#### Desfiles
Pese a que ha declarado que su primera temporada no fue lo que esperaba, su carrera comenzó a subir desde mediados de 2023. Sara hizo su debut en la pasarela del show de Dior Resort 2024 en la ciudad de México en mayo de 2023 y luego participó en la semana de la moda de Alta Costura Otoño/Invierno 2023 en París durante el mes de julio desfilando para Dior y Chanel.
En la temporada Primavera/Verano 2024 realizó desfiles para J.W. Anderson, 16Arlington y Supriya Lele en Londres. En Milán desfiló para Alberta Ferretti, Roberto Cavalli, Tom Ford, Philosophy di Lorenzo Serafini, Dolce & Gabbana y Dior. Finalmente, en la ciudad de París abrió los desfiles de Ann Demeulemeester y Hoché, además de desfilar para Acne Studios, Chloé, Loewe, Victoria Beckham, Hermès, Valentino, Stella McCartney, Mugler y Chanel.
Realizó además los desfiles Chanel Cruise 2023/24 en Shenzen, China y Chanel Pre-Fall 2024 en Mánchester, Inglaterra.
Durante la semana de la moda masculina Otoño/Invierno 2024 en París realizó desfiles para 032C, AMI y Kenzo. Luego de esto desfiló durante la semana de la moda de Alta Costura Primavera/Verano 2024 para Dior, Chanel y Jean Paul Gaultier.
A comienzos de 2024, Sara se convirtió en la primera modelo chilena en realizar las 4 semanas de la moda más importantes durante una temporada. Realizó en Nueva York desfiles para Altuzarra, Carolina Herrera, Michael Kors, Proenza Schouler, y abrió para Jason Wu. En Londres abrió el desfile de 16Arlington y desfiló para J.W. Anderson y Simone Rocha. En Milán desfiló para Fendi, Prada, Sportmax, Tom Ford, además de cerrar el desfile de Marni. Finalmente en París desfiló para Acne Studios, Alaïa, Alexander McQueen, Chanel, Chloé, Coperni, Dior, Hermès, Isabel Marant, Loewe, Louis Vuitton, Miu Miu, Mugler, Rabanne, Stella McCartney y The Row.
Luego de esto ha realizado desfiles de las temporadas Resort y Cruise en distintas ciudades: Emilio Pucci en Roma, Chanel en Marsella, Louis Vuitton en Barcelona, Jacquemus en Capri y Max Mara en Venecia. Además de Marc Jacobs Otoño/Invierno 2024 en Nueva York en el mes de julio.
Durante la semana de la moda masculina Primavera/Verano 2025 realizó desfiles para Wales Bonner y AMI París. También fue parte del desfile Vogue World 2024 en París. Y finalmente, en la semana de alta costura desfiló para Dior, Schiaparelli, Chanel, Jean Paul Gaultier y ArdAzAei.

#### Revistas
Sara ha sido portada de las revistas L'Officiel Chile en diciembre de 2022, Vogue España en diciembre de 2023 y Vogue México en marzo de 2024. Además ha realizado editoriales de moda para las revistas Schön! Suiza, Vogue España, Vogue México, Vogue Francia, Re-Edition, Document Journal, Le Monde d’Hermès, Harper's Bazaar Francia y España y D Reppublica Italia.

#### Campañas
Ha participado en campañas y lookbooks para las marcas Prada, Dior, J.W. Anderson, Sportmax, Zara, Louis Vuitton, Chloé, Rabanne, Massimo Dutti, Khaite, Courréges y Alexander McQueen.

## Filmografía
| Año  | Película   | Personaje | Tipo         | Director/a    |
| ---- | ---------- | --------- | ------------ | ------------- |
| 2016 | Papito     | Sara      | Cortometraje | Leo Mena      |
| 2018 | Princesita | Tamara    | Película     | Marialy Rivas |

## Premios y nominaciones

#### Festival de Cine Raindance 2018
- Sara Caballero ganadora premio Mejor Actuación por Princesita.[10]